# Otmane Habbouri
Otmane Habbouri (arab. عثمان حبوري, ur. 10 stycznia 1988 w Meknesie) – marokański piłkarz, grający jako lewy obrońca. Od 2022 roku wolny zawodnik.

## Kariera klubowa

### CODM Meknès
Zaczynał karierę w CODM Meknès, gdzie grał najpierw jako młodzieżowiec, później jako senior. W sezonie 2011/2012 zagrał 18 meczów i strzelił jedną bramkę w GNF 1, natomiast sezon 2012/2013 zakończył z 8 występami w tych samych rozgrywkach.
Od 1 stycznia do 30 czerwca 2013 roku był wypożyczony do Mouloudii Wadżda.

### Dalsza kariera
Następnie grał w Moghrebie Tétouan. Z tego klubu 1 stycznia 2017 roku przeniósł się do Unionu Sidi Kacem. 1 lipca 2018 roku przeszedł do Chababu Atlas Khénifra. 1 listopada 2020 powrócił do CODM Meknès. Stamtąd odszedł 1 lipca 2022 roku.